# Roederiodes bifidus
Roederiodes bifidus är en tvåvingeart som beskrevs av Sinclair 1999. Roederiodes bifidus ingår i släktet Roederiodes och familjen dansflugor. Inga underarter finns listade i Catalogue of Life.